# کوه هجهر
هَجْهِر؛ نام رشته‌کوهی در جزیرهٔ سقطرا یمن، بلندترین نقطهٔ جزیره قرار گرفته‌است.

## جغرافیا

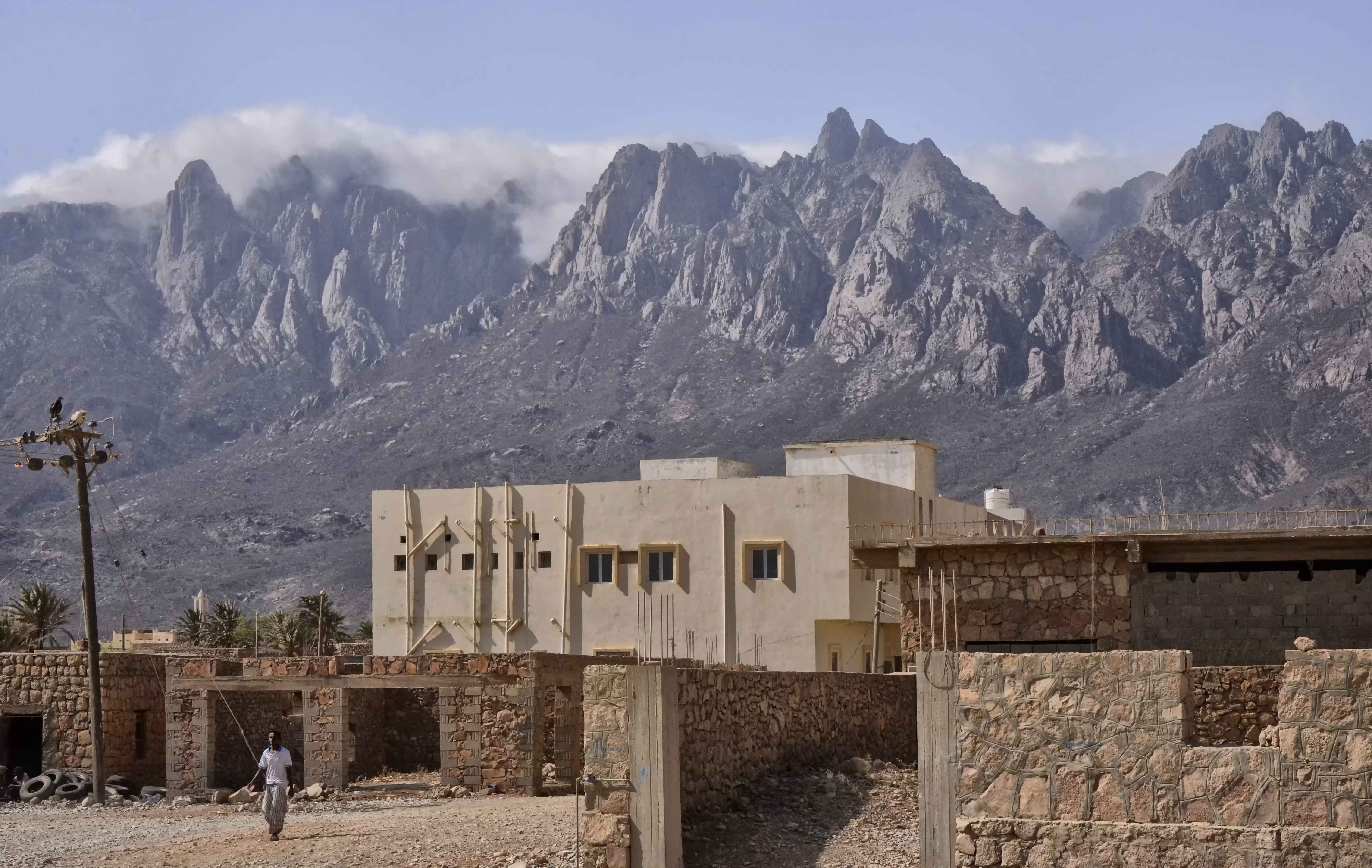
کوه هجهر

گلدسته‌های گرانیتی رشته‌کوه هجهر در بخش درونی سقطری جای دارند و از راه درّه‌های شمال شهر ساحلی حدیبو به سادگی در دسترس است. بلندترین جای این کوه، قلهٔ مَشَنِغ است که بلندای آن نزدیک ۱۵۰۰ متر (۴۹۰۰ فوت) از تراز دریا است. از دیگر قله‌های برجسته محلی می‌توان به قیرهیمیتین، حضرت مقدریون و حریم هجر اشاره کرد.

## ریشه‌شناسی
نام هَجْهِر، که گاهی به انگلیسی "Hagghier" یا "Hagher" برگردان می‌شود، احتمالاً از حجر عربی به معنی «سنگ» برگرفته شده‌است.
ریشهٔ احتمالی دیگر این نام، عبارتست از واژهٔ عربی هجر، به معنی «گریز».
نام مَشَنِغ به معنی «شکسته‌شده» به احتمال فراوان از فعل عربی إِنْشَق، به معنی «بخش شدن» گرفته شده‌است، که از آن واژهٔ مُنْشُق، به معنی «بخش‌کننده» برداشته شده‌است.

## تاریخچه صعود

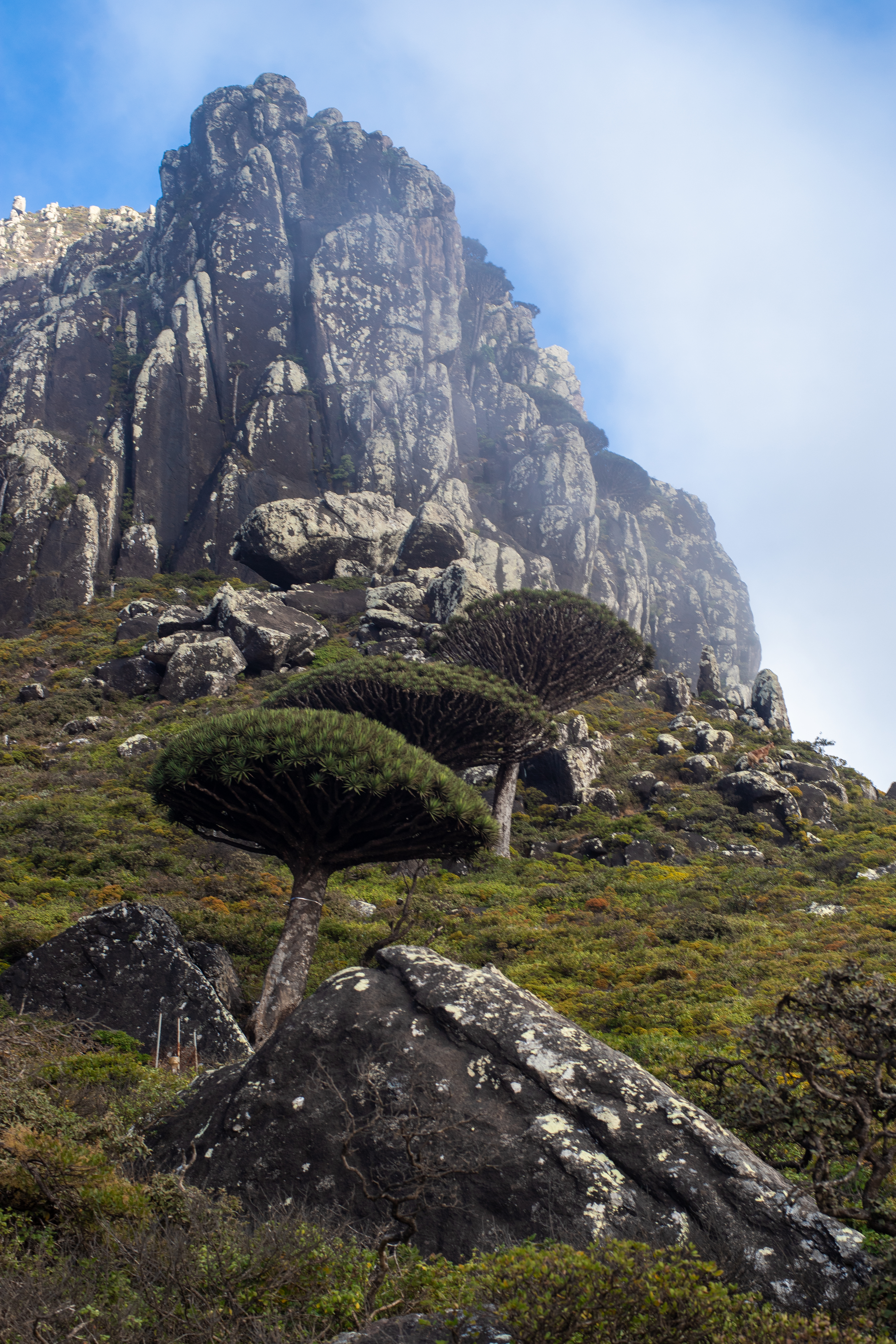
کوه اسکند

چوپانان بادیه نشین پیشینه ای دراز در کوهنوردی در هجهر دارند. پژوهشِ ۲۰۱۴ سنت‌های قصه گویی شنیداری سقطری نشان داد که شماری از اسطوره‌های پرآوازه، صعودهایی را توسط چوپانان در سرتاسر دامنه بازگو می‌کنند.

## بن‌مایه
- همکاری‌کنندگان ویکی‌پدیا، «Hajhir Mountains»، ویکی‌پدیای انگلیسی، دانشنامهٔ آزاد (بازیابی ۱۲ شهریور ۱۴۰۰)